# Brissopsis luzonica
Brissopsis luzonica is een zee-egel uit de familie Brissidae.
De wetenschappelijke naam van de soort werd in 1851 gepubliceerd door John Edward Gray.